# Уразбаево (Хайбуллинский район)
Уразбаево, Уразбай (баш. Ураҙбай) — деревня в Хайбуллинском районе Башкортостана, входит в Акъюловский сельсовет.
Прежнее название деревни — Урузбаево.

## История
Название восходит от личного имени Ураҙбай.

## Население
| 2002 | 2010 |
| ---- | ---- |
| 233  | ↘147 |

Национальный состав
Согласно переписи 2002 года, преобладающая национальность — башкиры (100 %).

## Географическое положение
Расстояние до:
- районного центра (Акъяр): 70 км,
- центра сельсовета (Галиахметово): 9 км,
- ближайшей ж/д станции (Сара): 126 км.